# فرانکا اسکوارچاپینو

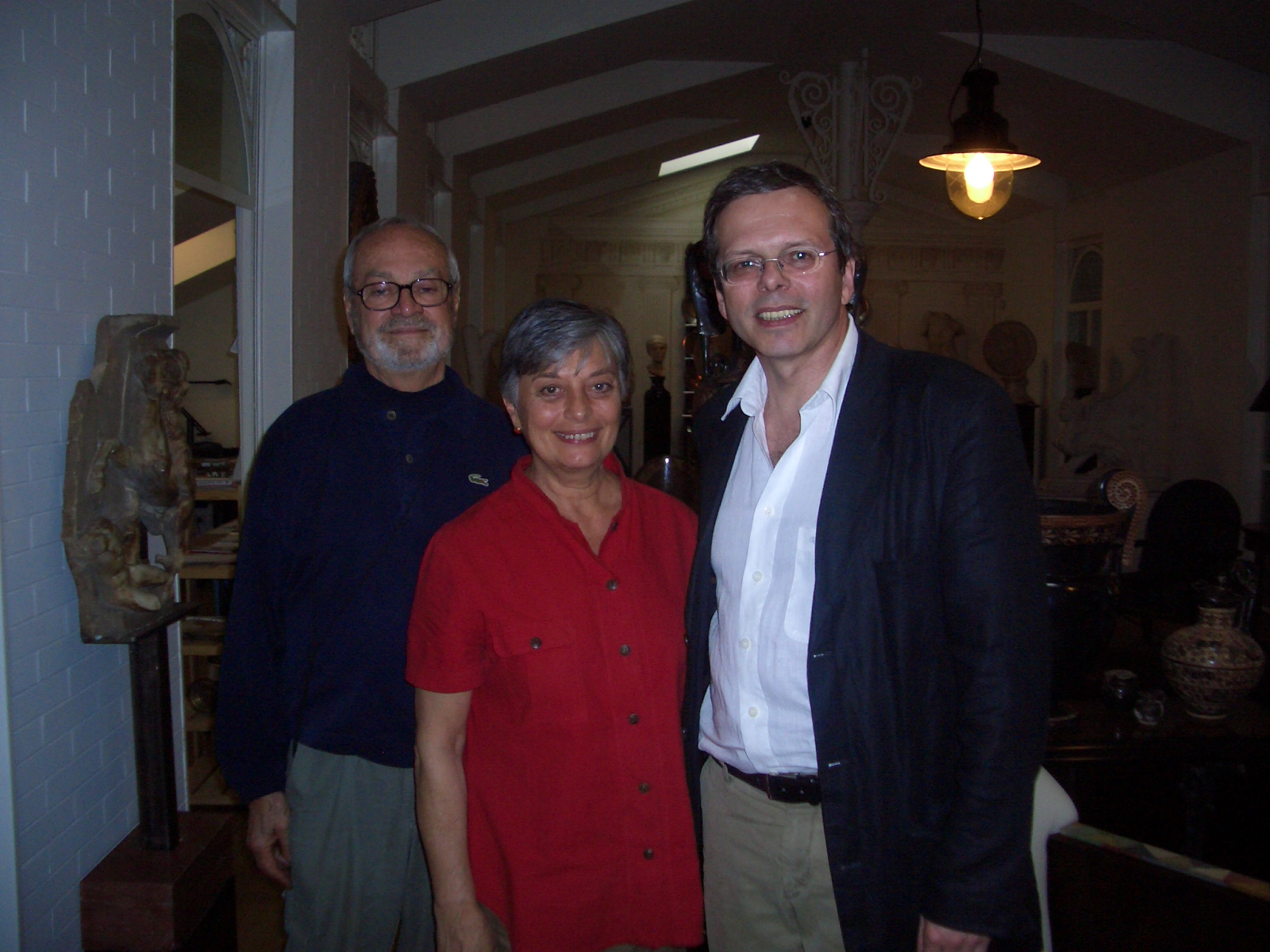
اتزیو فریجریو، فرانکا اسکوارچیاپینو، نیکیتا تیهونوف

فرانکا اسکوارچاپینو (انگلیسی: Franca Squarciapino؛ زادهٔ ) یک طراح صحنه و لباس اهل ایتالیا است.